# Sara la Negra
|  | Per a altres significats, vegeu «Sara». |

Sara la Negra (Egipte?, s. I - Provença, segona meitat del s. I), en llengua romaní Sara e Kali, és un personatge llegendari que, segons la tradició gitana, va acompanyar Maria Magdalena en el seu llegendari viatge a la Provença. És venerada com a santa pels gitanos, en un culte tradicional tolerat per l'Església catòlica. La figura, probablement, es basa en mites asiàtics d'arrel hindú.

## Llegenda
Al llarg de l'Edat mitjana, s'anà desenvolupant, al sud de França, una tradició al voltant d'un suposat viatge de Maria Magdalena, Marta i Llàtzer de Betània, que s'hi establirien a la zona d'Ais de Provença.
Segons aquesta tradició, Sara era la serventa egípcia, de raça negra, de Maria Salomé i Maria Jacobé, que acompanyaren els germans de Betània. Mort Crist, van veure's amenaçats i van fugir de Palestina els tres germans, les dues Maries, Sara, l'intendent Maximí, la serventa Marcel·la, Celidoni, Josep d'Arimatea que portava el Sant Grial, Tròfim d'Arle i altres deixebles de Crist. Van embarcar-se en un vaixell miraculós que, sense timó ni veles, va travessar la Mediterrània fins a arribar al lloc anomenat Oppidum-Râ, o Nostra Dona de Ratis (Ratis vol dir barca), que es convertí en Nostra Dona de la Mar i, des de 1838, les Santes Maries de la Mar (Provença), prop d'Arle, on va aturar-se.
Era l'any 48; mentre Llàtzer va anar a predicar a Marsella, Marta i Marcel·la anaren a Tarascó, Tròfim a Arle i Maria s'hi va fer eremita, retirant-se a una cova de les muntanyes de la Santa Bauma i Maximí anà a Ais de Provença.
La figura de Sara s'incorpora més tard a la llegenda medieval, i comença a trobar-se en escrits a partir de 1521. Sara demanava almoina per a les seves senyores, per la qual cosa es pensà que era gitana. El poble gitano, per tant, la prengué com a la seva santa patrona.

### Llegendes alternatives
Una tradició diferent diu que Sara vivia a la Gàl·lia, a la ribera del Roine. Era filla del cap d'una tribu de gitanos i coneixia els secrets de la màgia del seu poble, llavors politeïsta. Un cop l'any portava en processó la figura d'Ishtari (Astarte) i entrava amb ella al mar per rebre la benedicció divina. Un any, va tenir visions que li digueren que estaven a punt d'arribar un grup de sants que havien presenciat la mort del Salvador i que els havia d'ajudar.
Sara veié com arribava la barca amb Maria Magdalena i els seus companys, i Sara intentà ajudar-los a arribar a la platja; com que el mar era brau i les onades no deixaven que s'apropés a la costa, Maria Salomé llençà la seva capa a l'aigua i Sara s'hi pujà, fent-la servir com a rai i, arribant a la barca, els ajudà a desembarcar.
Una altra tradició diu que Sara era la filla de Maria Magdalena i de Jesucrist, i que feia de serventa per protegir la seva identitat de qui la volgués perseguir.

## Veneració
La tradició de les Maries a França és antiga, però l'aparició en ella de Sara data només del segle xv, poc abans de 1521, quan és esmentada a La légende des Saintes-Maries de Vincent Philippon.
Cap al 1447 Renat d'Anjou demanà a Nicolau V butlles per procedir a la cerca dels cossos sants que tradicional es veneraven a la regió, i les relíquies de Maria Magdalena i les seves companyes es posaren en rics reliquiaris. Com que Sara no tenia la mateixa qualitat, les seves relíquies es posaren en un reliquiari senzill, en una capella diferent, segons Jean de Labrune.

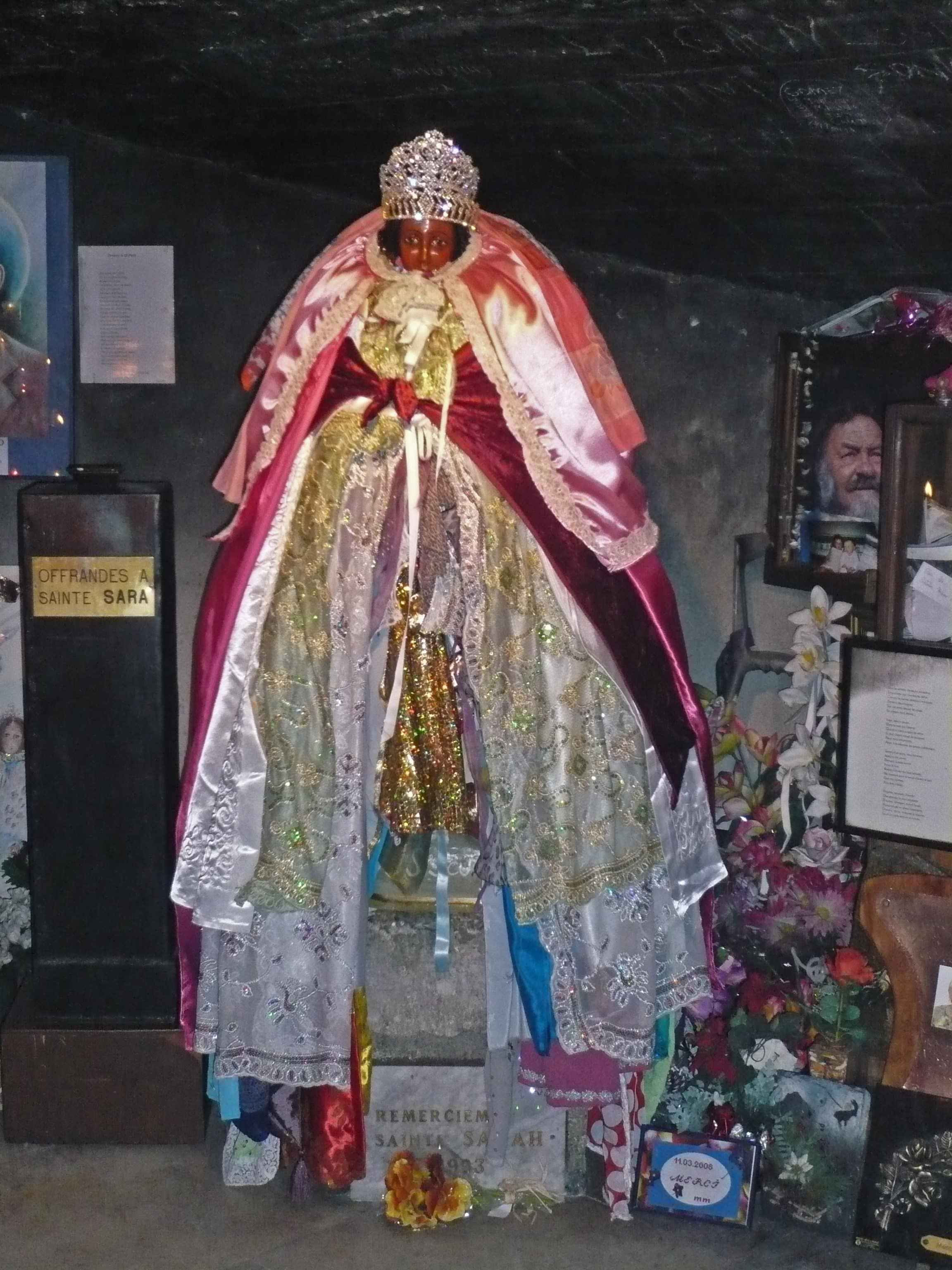
La imatge revestida amb el mantell de 2007
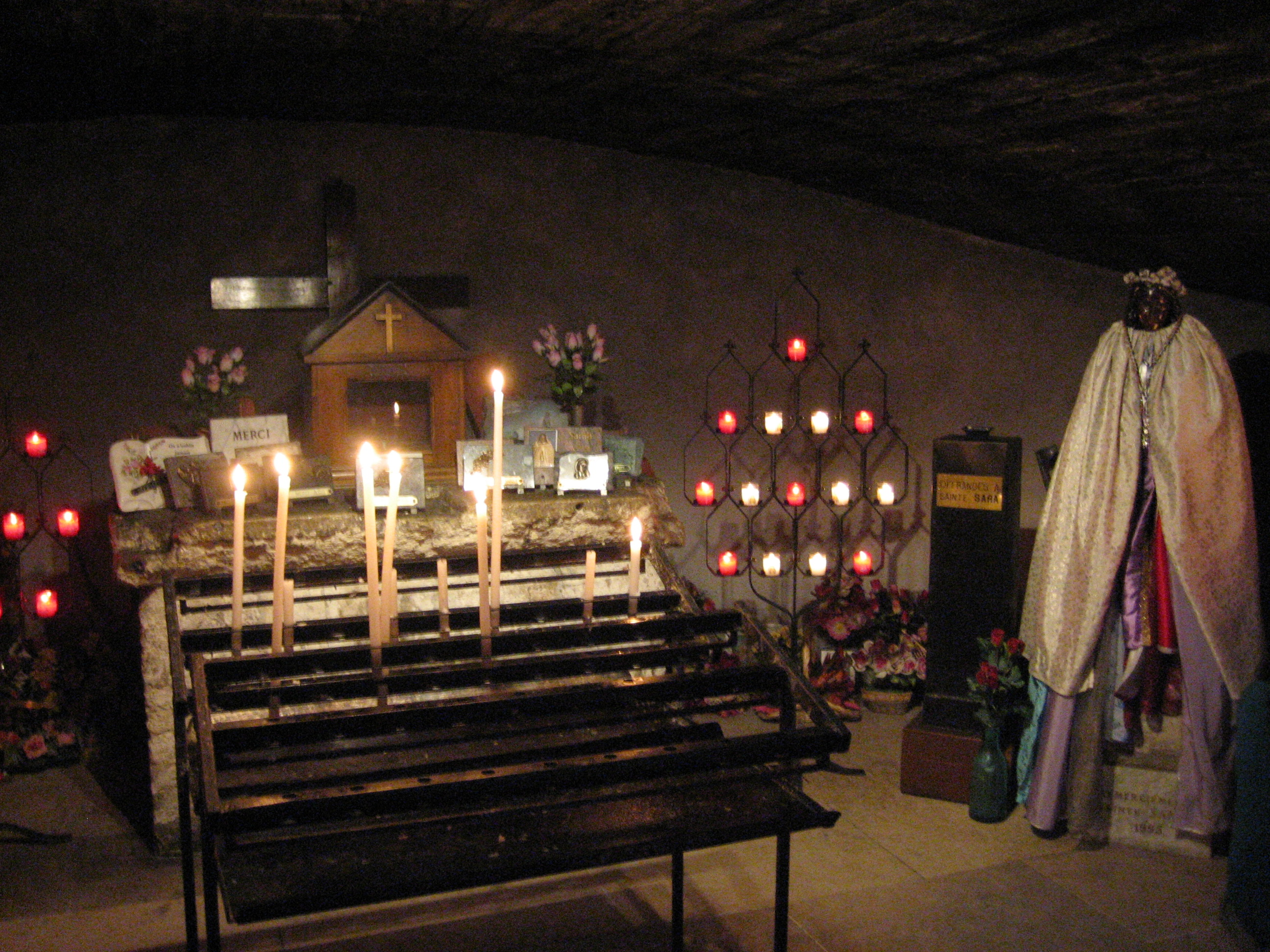
Cripta amb la imatge
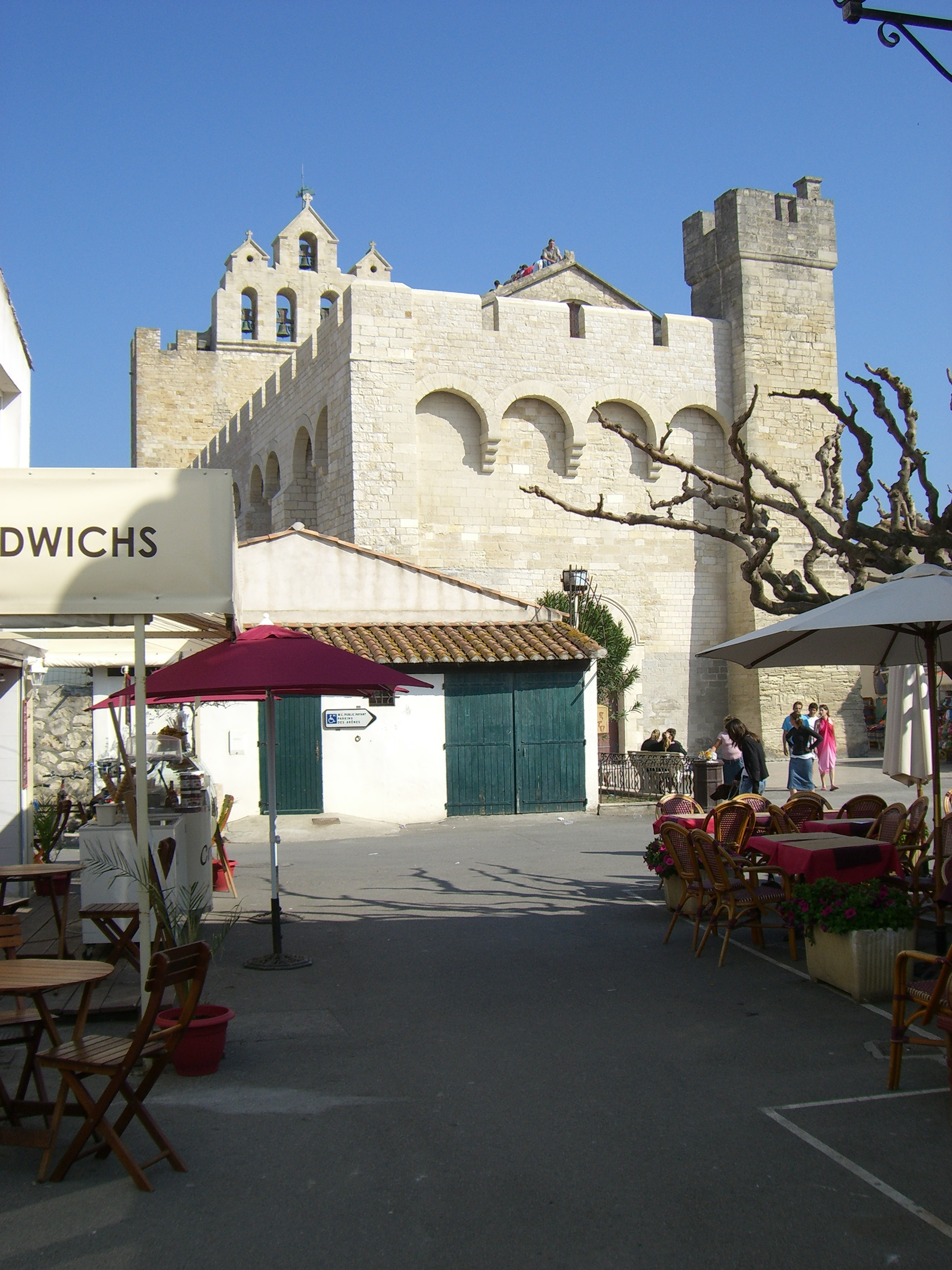
Església de les Santes Maries de la Mar
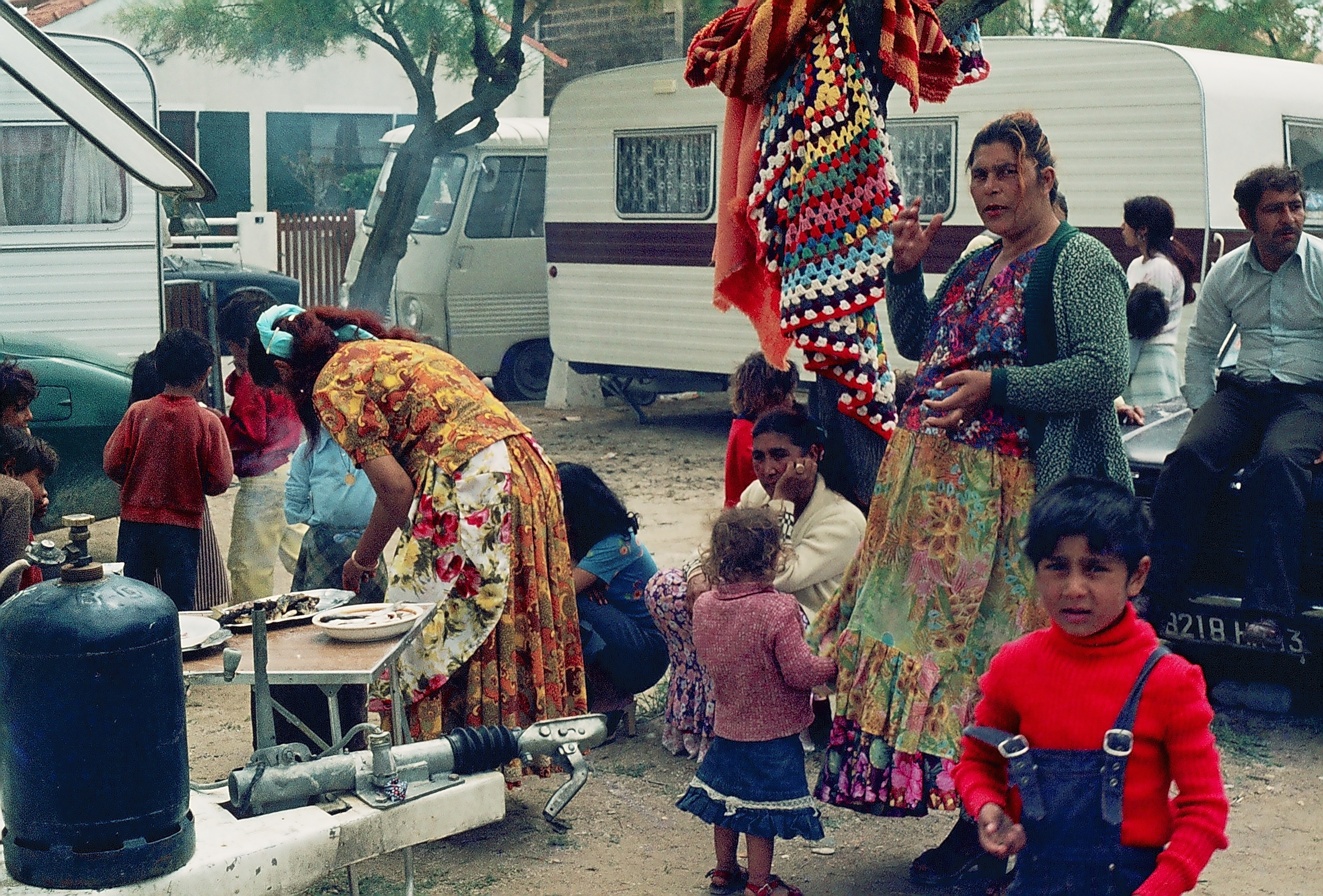
Gitanos al pelegrinatge de la santa

De tota manera, no es coneix cap culte a Sara abans de 1800. Fernand Benoit, historiador i folklorista, descriu una processó al mar que fan els gitanos a partir només de 1936, un dia abans que la processó de les Maries (Maria Salomé i Jacobé), que es feia des de mitjan segle xv el 25 de maig i també les duia al mar. L'estàtua de Sara és immersa a l'aigua fins a la meitat. La immersió ritual recorda l'arribada de les santes a la platja, i els pelegrins de la Camarga, quan anaven a l'església de les Santes a venerar les Maries, s'agenollaven dintre el mar.
Alguns antropòlegs han vist similituds entre el culte de Sara e Kali i algunes processons de l'Índia, lloc de procedència dels gitanos, dedicades a la deessa Durga, també anomenada Kali, on s'immergeix a l'aigua l'estàtua de la deessa. A més, Kali és habitualment representada com una dona negra. Segons aquesta teoria, Sara la Negra seria una cristianització del culte secular dels gitanos, portat des de l'Índia.